# Sphagnum tundrae
Sphagnum tundrae är en bladmossart som beskrevs av Kjeld Ivar Flatberg 1994. Enligt Catalogue of Life ingår Sphagnum tundrae i släktet vitmossor och familjen Sphagnaceae, men enligt Dyntaxa är tillhörigheten istället släktet vitmossor och familjen Sphagnaceae. Arten har ej påträffats i Sverige. Inga underarter finns listade i Catalogue of Life.